# Orädd men lagbunden
Orädd men lagbunden var en politisk tidskrift som utkom med fyra nummer 1772. De tre första numren trycktes i Stockholm och den fjärde i Uppsala.
Nummer 1 utkom cirka 9 mars, nummer 2 och 3 var ett dubbelnummer den 26 mars och nummer 4 den 4 maj 1772. 
Skriften angrep adelns utsugning av folket. Friheten skulle ofrälset själva få skaffa sig.